# Corn francez

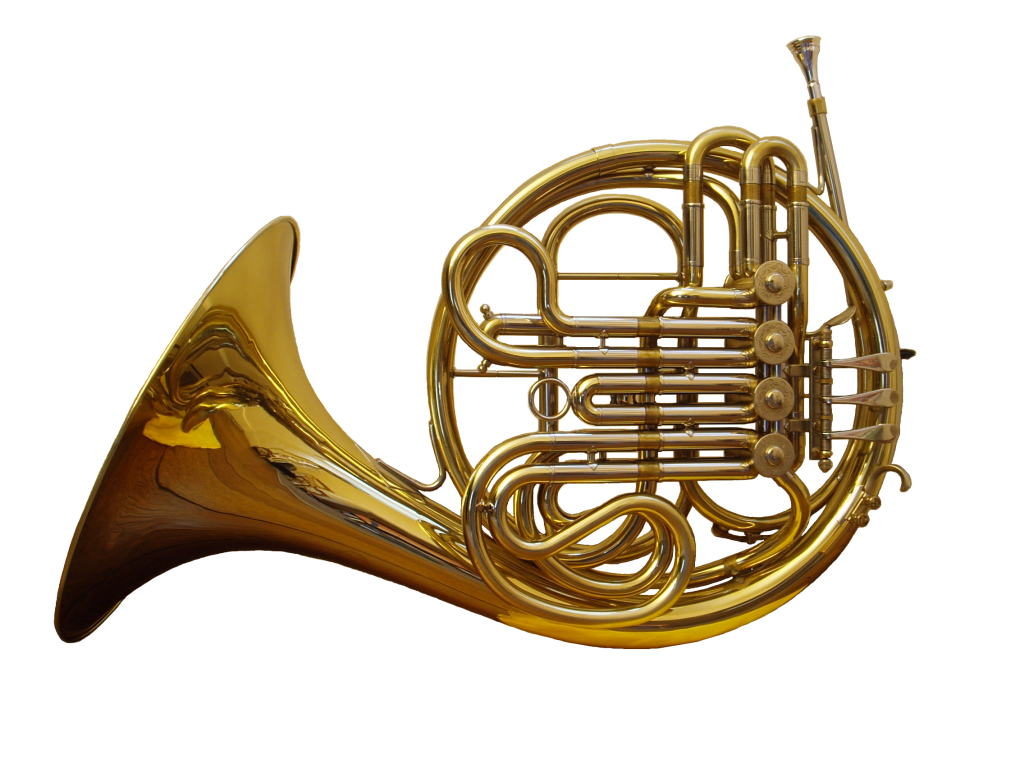
Corn francez

Cornul francez este un instrument muzical din grupul suflătorilor de alamă.
Un corn fără valve este denumit corn de vânătoare sau „corn natural”.
Valvele care izolează diferite secțiuni au fost inventate la începutul secolului XIX. Ele pot fi rotative sau cu piston.
Cornul francez este al treilea dintre instrumentele de alamǎ care ajunge la cele mai înalte sunete, fiind depășit de cornet și trompetă.
Acesta este transpus fie în Fa, fie în Si bemol, deși existǎ și cornuri care pot trece de la o tonalilate la alta, folosind o valvă de la degetul mare care schimbă lungimea cornului și grifura e modificatǎ pentru a se proporționa cu acesta, datoritǎ sistemului de construcție (corn dublu).
Pentru a cânta la corn, instrumentistul trebuie să vibreze sunetele prin buze. Relaxarea acestora și un suflu mai mic coboarǎ sunetele, în timp ce aplicarea unui suflu mai mare și o presiune mai mare a buzelor duce la sunete mai înalte.
Grifura este controlatǎ de mâna stângă, folosind doar degetele arǎtător, mijlociu și inelar, iar mâna dreaptă este folosită pentru a susține cornul, dar o persoană cu experiență o poate folosi pentru a modifica înălțimea.
Cornul este înrudit cu tuba wagneriana, iar un cornist poate cânta de asemenea și la acesta, datoritǎ faptului cǎ folosește aceeași grifurǎ, ambitus și muștiuc.